# L'Ardente Gitane
Pour plus de détails, voir Fiche technique et Distribution.
L'Ardente Gitane (Hot Blood) est un film américain de Nicholas Ray, sorti en 1956.

## Fiche technique
- Titre : L'Ardente gitane
- Titre original : Hot Blood
- Réalisateur : Nicholas Ray
- Production : Harry Tatelman et Howard Welsch
- Société de production et de distribution : Columbia Pictures
- Scénario : Jesse Lasky Jr. d'après une histoire de Jean Evans
- Photographie : Ray June
- Montage : Otto Ludwig
- Musique: Les Baxter
- Chorégraphe : Sylvia Lewis et Matt Mattox
- Direction artistique : Robert Peterson
- Décors : Frank Tuttle
- Pays : américain
- Format : Couleur Technicolor - 35 mm - 2,35:1 - Son mono (Western Electric Mirrophonic Recording)
- Genre : Drame
- Durée : 85 minutes
- Dates de sortie :
  - États-Unis : mars 1956
  - France : 31 octobre 1956
- Affiche : André Bertrand (France)

## Distribution
- Jane Russell (VF : Jacqueline Ferrière) : Annie Caldash
- Cornel Wilde  (VF : Claude Bertrand) : Stephano Torino
- Luther Adler (VF : Michel André) : Marco Torino
- Joseph Calleia (VF : Maurice Porterat) : Papa Theodore
- James H. Russell (VF : Serge Lhorca) : Xano
- Nina Koshetz  (VF : Helene Tossy) : Nita Johnny
- Helen Westcott : Velma
- Mikhail Rasumny (VF : Maurice Nasil) : Old Johnny
- Wally Russell : Bimbo
- Peter Brocco (non crédité)  (VF :  Raymond Loyer) : Dr Robert Turchino